# Milcz (przystanek kolejowy)
Milcz – przystanek kolejowy we wsi Milcz, leżący na linii kolejowej nr 354 Poznań POD - Piła Główna.

## Ruch pasażerski
| Rok  | Wymiana pasażerska na dobę |
| ---- | -------------------------- |
| 2017 | 20-49                      |
| 2022 | 50-99                      |